# Водянский (Волгоградская область)
Водянский — хутор в Октябрьском районе Волгоградской области России, в составе Заливского сельского поселения.

## История
Дата основания не установлена. Впервые упоминается в Списке населенных мест Области войска Донского по переписи 1873 года. Согласно списку в хуторе проживало 58 душ мужского и 61 женского пола. Хутор относился к юрту станицы Потёмкинской Второму Донскому округа. Согласно данным первой Всероссийской переписи населения 1897 года в хуторе проживало 130 души мужского и 134 женского пола. Согласно алфавитному списку населенных мест Области войска Донского 1915 года в хуторе имелось 63 двора, проживало 178 души мужского и 187 женского пола

## География
Хутор расположен в степной зоне на северо-западе Ергенинской возвышенности, относящейся к Восточно-Европейской равнине, на левом берегу реки Аксай Есауловский, между хуторами Заливский и Дорофеевский, на высоте около 50 метров над уровнем моря. Рельеф местности холмисто-равнинный, местность имеет незначительный уклон к северу, по направлению к реке Аксай. Почвенный покров комплексный: распространены каштановые солонцеватые и солончаковые почвы и солонцы (автоморфные).
По автомобильным дорогам расстояние до областного центра города Волгограда составляет 170 км, до районного центра посёлка Октябрьский — 18 км, до ближайшего города Котельниково — 59 км.
Часовой пояс
Водянский, как и вся Волгоградская область, находится в часовой зоне МСК (московское время). Смещение применяемого времени относительно UTC составляет +3:00.

## Население
| 2002 |
| ---- |
| 273  |

| 1873 | 1897 | 1915 | 2010 |
| ---- | ---- | ---- | ---- |
| 119  | ↗264 | ↗365 | ↘248 |